# ۶۶۹ (خورشیدی)
۶۶۹ ششصد و شصت و نهمین سال هجری خورشیدی است.
مصادف با 1291-1290 گاهشمار میلادی و 689-688 هجری قمری.